# Paulie (película)
Paulie, (Mi amigo Paulie, en Hispanoamérica y Paulie, el loro bocazas, en España). Es una película de aventuras estadounidense de 1998, dirigida por John Roberts.

## Argumento
Misha Belenkoff (Tony Shalhoub), un inmigrante ruso y profesor de literatura antigua, está viviendo en Estados Unidos y trabajando como conserje en laboratorio de pruebas animales en California. Allí, se encuentra con Paulie (Jay Mohr), un perico que sorprendentemente le habla en un perfecto español, sin embargo no solo imita, sino que posee la inteligencia necesaria para razonar y articular frases por voluntad propia. Sin embargo, Paulie no habla cuando Misha trae testigos.
Misha, ahora a solas, convence a Paulie a contar su historia a cambio de trozos de mango. Paulie le dice acerca de su verdadera dueña, una niña llamada Marie Alweather (Hallie Kate Eisenberg) y cómo fue regalado a ella por su abuelo. Marie tiene un problema de lenguaje: tartamudea, pero está encantada cuando juega con Paulie. El padre de Marie, Warren (Matt Craven), es un soldado y un hombre de aspecto tosco y temperamento fuerte que vive lejos de casa, mientras su madre, Lila (Laura Harrington), está en casa. Marie es hija única. Tiempo después, Warren regresa a casa. Él es feliz de ver a Marie por primera vez en mucho tiempo, pero se molesta al ver su tartamudeo y comienza a presionarla y exigirle que lo supere, cosa que solo agrava el problema. Cuando Warren y Lila envían a Marie a Terapia del Lenguaje, Marie supera con éxito su tartamudeo, debido a Paulie, quien aprende a hablar durante la terapia, ya que lleva a cabo el tratamiento junto con la niña para motivarla, sin embargo, Paulie sólo habla con Marie. Como pasan los meses y Marie no hace amigos, Warren vive preocupado por esto; él también está preocupado que Marie pase mucho tiempo con Paulie y no socialice con otros niños de su edad; además siente antipatía por el ave ya que su hija lo prefiere por encima del gato que él le regaló y que siempre ataca a Paulie. Una noche, Marie lleva a Paulie que el techo de su casa y trata de enseñarle a volar para que, en caso de estar separados, tenga una forma de encontrarla. Infortunadamente, ella cae del techo y después de este evento traumático, Warren señala a Paulie como una mala influencia y se deshace de él.
Paulie pasa de un propietario a otro y termina en una casa de empeño donde dedica su tiempo a insultar a los clientes, entre ellos un ratero de pocamonta llamado Benny (Jay Mohr) y al prestamista, Artie (Buddy Hackett), hasta que es comprado por una anciana artista viuda llamada Ivy (Gena Rowlands) que vive en una casa rodante. Ella lo hace su amigo, le enseña sobre el mundo y modales mejorando notablemente la actitud grosera que hasta ese momento caracterizara a Paulie. Con el tiempo está de acuerdo en ayudarlo a encontrar a Marie, que se había mudado a Los Ángeles por lo que inician un viaje a lo largo del país en la casa rodante para encontrarla. Su misión llega a un final prematuro cuando Ivy pierde la vista y deben establecerse; Paulie sigue cuidando y siendo los ojos de Ivy, hasta que finalmente esta fallece. Después, motivado por lo que le enseñó la anciana, finalmente aprende a volar y continúa su viaje solo.
Paulie llega al este de Los Ángeles, donde se une a un grupo de pericos cantantes, propiedad de Ignacio (Cheech Marín), dueño de un restaurante mexicano; allí Paulie se enamora de una perico hembra y lleva una vida cómoda como la atracción principal del local. En paralelo y al saber que Paulie sabe lo que es amar, Misha le narra como es que cuando aun vivía en Rusia perdió la oportunidad de estar con la mujer que amaba por no tener el valor de revelar sus sentimientos, así que ella se casó con otro no sin antes confesar que lo amaba pero había desistido al creer que no tenía interés en ella; también le explica a Paulie como es la imagen del tipo de mujer de la que se enamoraría.
Tras retomar su historia Paulie revela que se reencontró con Benny cuando este llevó a su novia a comer y lo reconoció de la casa de empeño, por lo que levantó falsos cargos contra Ignacio, logrando que lo arrestaran y deportaran para así secuestrar al ave y convencerlo de comenzar una vida de crimen robando tarjetas de crédito y contraseñas de cajeros bancarios para él. Sin embargo, intentando un robo más ambicioso en una casa de familia adinerada, todo sale mal y Paulie es abandonado por Benny quedando atrapado en aquella casa y capturado por el propietario.
Paulie es llevado entonces a la institución, su domicilio actual, donde los empleados y los científicos están sorprendidos por su inteligencia. Ponen a Paulie a través de pruebas y le prometen que va a reunirse con Marie. Cuando Paulie descubre que el instituto le ha mentido, ya que han localizado a Marie pero no tienen intención de reunirlos, se niega a cooperar con más pruebas. Las alas de Paulie le son recortadas para evitar que pueda escapar volando y es abandonado y olvidado en el sótano donde Misha lo encontró.
Conmovido por la historia de Paulie, Misha decide renunciar a su puesto de trabajo de baja categoría para liberar a Paulie y llevárselo a Marie. Misha busca entre todos los documentos de la oficina pero no encuentra nada sobre Marie pero encuentra una nota en el bolsillo de su camisa así consiguiendo la ubicación de Marie, en eso el jefe del instituto llega descubriendo al perico y le ordena a uno de sus científicos atraparlo pero Misha lo detiene diciendo que se lo llevara a donde pertenece, el jefe dice que pertenece al instituto pero Misha contradice diciendo eso con la realidad que le pertenece a una niña que la necesita (Marie) con unos insultos a su jefe, el jefe lo despide pero Misha contradice eso que no está despedido que el renuncia y así se va a la salida pero unos guardias reconociendo al perico van tras Misha y al loro también el jefe del instituto, Misha consigue evitar que los atraparan entrando a un lugar donde hay muchos animales destinados a experimentación, así Paulie le pide a Misha liberarlos y finalmente lo consiguen y a la vez consiguen escapar también antes que uno de los guardias del instituto forzara la puerta a abrirla. 
Después de escapar del Instituto, llegan a la casa de Marie y descubren que la niña es ahora una mujer joven y bella (Trini Alvarado) quien le explica a Misha que en realidad han pasado muchos años desde que Paulie y ella se separaron; Paulie tras tantas penurias se niega a creer que es ella hasta que la joven canta una canción de su infancia, haciendo que finalmente la reconociera y se acerca volando hacia ella cosa que le sorprende a Misha, pero Marie explica que las plumas de los pericos vuelven a crecer.
Misha, viendo concluida su participación, se despide de ambos pero Paulie insiste en que se quede señalando que el aspecto y actitud de Marie coinciden totalmente con la imagen de la mujer ideal de Misha, Marie dice que le gustaría mucho que pasara a su casa y Misha admite que a él también le gustaría entrar. Entran los tres a la casa con Marie preguntando a Paulie como los encontró y Paulie tanto como se lo dijo a Misha cuando lo conoció en el instituto dice "es una larga historia" y con Misha comentando que "es todo lo que dice".

## Reparto
| Personaje                | Actor                 | Actor de doblaje (México) | Actor de doblaje (España) |
| ------------------------ | --------------------- | ------------------------- | ------------------------- |
| Paulie                   | Jay Mohr              | Arturo Mercado            | José Javier Serrano       |
| Misha Vilyenkov          | Tony Shalhoub         | Carlos Segundo Bravo      | Jordi Ribes               |
| Marie Alweather (niña)   | Hallie Kate Eisenberg | Alondra Hidalgo           | Estela Vilches            |
| Marie Alweather (adulta) | Trini Alvarado        | María Fernanda Morales    | María del Mar Tamarit     |
| Dr. Reingold             | Bruce Davison         | Raúl de la Fuente         | Manolo García             |
| Lila Alweather           | Laura Harrington      | Diana Santos              | Mari Carmen Alarcón       |
| Warren Alweather         | Matt Craven           | Humberto Solórzano        | Juan Antonio Bernal       |
| Benny                    | Jay Mohr              | Jesús Barrero             | José Javier Serrano       |
| Ruby                     | Tia Texada            | Araceli de Leon           | Alicia Laorden            |
| Ivy                      | Gena Rowlands         | Loretta Santini           | Elsa Fábregas             |
| Artie                    | Buddy Hackett         | César Árias               | Antonio Gómez de Vicente  |
| Ignacio                  | Cheech Marin          | Alejandro Illescas        | Miguel Ángel Jenner       |
| Virgil                   | Bill Cobbs            | Francisco Colmenero       | Pepe Mediavilla           |
| Lupe                     | Tia Texada            | Maggie Vera               | Alicia Laorden            |
| Veterinaria              | Kristie Transeau      | Cristina Camargo          |                           |
| Abuelo                   | Hal Robinson          |                           |                           |

## Premios y nominaciones
- BAFTA 1999 (Reino Unido)

Ganó a la mejor película para niños.